# Atleti Olimpici Indipendenti ai Giochi della XXX Olimpiade
Per Atleti Olimpici Indipendenti s'intende il nome utilizzato ai Giochi della XXX Olimpiade dalla rappresentanza degli atleti delle ex-Antille Olandesi e di un atleta del Sudan del Sud.
Dopo la dissoluzione della Antille Olandesi avvenuta nel 2010 e il conseguente scioglimento del Comitato olimpico, gli atleti antillani olandesi hanno gareggiato sotto la bandiera olimpica e con codice IOA ("Independent Olympic Athletes"). Inizialmente, sotto tale codice avrebbero dovuto partecipare ai Giochi anche gli atleti kuwaitiani, ma il 16 luglio 2012 il CIO decise che questi ultimi avrebbero potuto gareggiare sotto la propria bandiera e con il codice KUW.
Anche il maratoneta del Sudan del Sud Guor Maker gareggiò come "atleta olimpico indipendente", in quanto il proprio Paese non aveva ancora costituito un proprio comitato olimpico. Pur essendo residente negli Stati Uniti d'America, non ha potuto partecipare sotto bandiera statunitense poiché ancora senza cittadinanza; l'atleta aveva inoltre rifiutato la proposta di correre con i colori del Sudan.

## Sport

### Atletica leggera
| Atleta              | Evento            | Qualificazioni | Qualificazioni | Semifinale | Semifinale | Finale          | Finale          |
| Atleta              | Evento            | Result         | Rank           | Result     | Rank       | Result          | Rank            |
| ------------------- | ----------------- | -------------- | -------------- | ---------- | ---------- | --------------- | --------------- |
| Liemarvin Bonevacia | 400 m maschili    | 45.60          | 3 Q            | 1:36.42    | 8          | Non qualificato | Non qualificato |
| Guor Maker          | Maratona maschile | N.D.           | N.D.           | N.D.       | N.D.       | 2:19.32         | 47              |

### Judo
Maschile
| Atleta            | Evento | Preliminari               | 16-esimi             | Ottavi               | Quarti di finale     | Semifinali           | 1º Turno ripescaggi  | Ripescaggi Quarti    | Ripescaggi Semifinali | Finale               |
| Atleta            | Evento | Avversario Risultato      | Avversario Risultato | Avversario Risultato | Avversario Risultato | Avversario Risultato | Avversario Risultato | Avversario Risultato | Avversario Risultato  | Avversario Risultato |
| ----------------- | ------ | ------------------------- | -------------------- | -------------------- | -------------------- | -------------------- | -------------------- | -------------------- | --------------------- | -------------------- |
| Reginald de Windt | −81 kg | Ivan Nifontov P 0004–1000 | Non qualificato      | Non qualificato      | Non qualificato      | Non qualificato      | Non qualificato      | Non qualificato      | Non qualificato       | Non qualificato      |

### Vela
Femminile
| Atleta                | Evento | Regata | Regata | Regata | Regata | Regata | Regata | Regata | Regata | Regata | Regata | Regata | Punteggio | Classifica |
| Atleta                | Evento | 1      | 2      | 3      | 4      | 5      | 6      | 7      | 8      | 9      | 10     | 11     | Punteggio | Classifica |
| --------------------- | ------ | ------ | ------ | ------ | ------ | ------ | ------ | ------ | ------ | ------ | ------ | ------ | --------- | ---------- |
| Philipine van Aanholt | Laser  | 36     | 38     | 38     | 29     | 33     | 37     | 16     | 27     | 42     | 37     | DNQ    | 291       | 36         |